# 三星Galaxy i7500
Samsung Galaxy i7500是韓國三星電子於2009年推出的智慧型手機，其為Samsung Galaxy S的前一代機種，后续有Samsung Galaxy Spica等衍生型号，其为三星Galaxy品牌的第一款产品。

## 批評
由於缺乏韌體更新，三星受到了不少用戶的批評。
對於一些國家，三星已經將Galaxy的韌體更新為Android Donut版本（v1.6）。 來自其他國家的用戶可以手動下載並更新（這會使保修失效）。Drakaz，一直致力於讓Android v1.6，v2.2和v2.3在i7500上工作一段時間的開發人員已經做了一些改進。